# エチレンテトラカルボン酸二無水物
エチレンテトラカルボン酸二無水物(Ethylenetetracarboxylic dianhydride)は、C6O6の化学式を持つ有機化合物である。エチレンテトラカルボン酸C6H4O8の二無水物である。分子骨格は、2つの5原子無水マレイン酸環が1対の炭素原子を共有している。オキソカーボンの1つである。薄い黄色の油状の液体で、ジクロロメタン及びトリクロロメタンに可溶である。
この化合物とその反応は、1967年にユルゲン・ザウエル、バーブラ・シュレーダーらによって研究された。エチレンテトラカルボン酸の熱分解による生成は、1981年にジョン・パターソンらによって報告された。
2009年には、Taherpourによって、固体のメルドラム酸のマイクロ波熱分解によって得られた。2分子の酸がアルケン結合によって二量体化すると考えられている。メルドラム酸は加水分解によって開環してエチレンテトラカルボン酸を形成し、その後カルボン酸部分が再環化して二無水物を形成する。